# Vũ Quốc Hùng
Vũ Quốc Hùng (sinh ngày 14 tháng 1 năm 1940 - mất ngày 2 tháng 10 năm 2022) là một chính khách Việt Nam. Ông giữ chức Phó Chủ nhiệm thường trực Ủy ban Kiểm tra Trung ương Đảng Cộng sản Việt Nam. Ông là Trưởng Bộ phận thường trực Ban Chỉ đạo Trung ương 6 (lần 2) với chức năng thực hiện Nghị quyết Trung ương 6 (lần 2) khóa VIII tháng 2/1999 về chỉnh đốn Đảng và chống tham nhũng. Ông tham gia chỉ đạo xử lý các vụ án lớn liên quan tới nhiều cán bộ đảng viên cấp cao như: Thủy cung Thăng Long, Lã Thị Kim Oanh, PMU 18, vụ án Năm Cam và đồng phạm.

## Thân thế sự nghiệp
Ông sinh ngày 14 tháng 1 năm 1940. Quê ông ở thị xã Sơn Tây, tỉnh Sơn Tây (nay là Hà Nội), sau đó gia đình chuyển lên định cư tại xã Nông Tiến, huyện Yên Sơn, tỉnh Tuyên Quang.
1958 – 1961: Học sinh phổ thông tại Hà Nội.
1962 – 1967: Sinh viên đại học Bách Khoa Leningrad, Liên Xô.
1968 – 1975: Giảng viên Trường Đại học Kỹ thuật Quân sự (nay là Học viện Kỹ thuật quân sự), từng là Chủ nhiệm Bộ môn Công nghệ Cơ khí (nay là Bộ môn Chế tạo máy, Khoa Cơ khí), Khoa Trang bị Cơ điện.
1976 – 1979: Lấy bằng Phó Tiến sĩ chuyên ngành cơ khí – luyện kim tại trường Đại học Bách Khoa Leningrad, Liên Xô.
01/1980 – 6/1980: Giáo viên, Phó Chủ nhiệm khoa, Quyền Bí thư đảng ủy Khoa Trang bị cơ điện, Trường Đại học Kỹ thuật Quân sự.
7/1980 – 11/1987: Bí thư Trung ương Đoàn TNCS Hồ Chí Minh. Phó chủ tịch Hội Liên hiệp Thanh niên Việt Nam. Chủ tịch Hội Sinh viên Việt Nam.
12/1987 – 12/2006: Ủy viên Ủy ban kiểm tra Trung ương Đảng (Khóa VI, VII); Ủy viên Trung ương Đảng (Khóa VII, VIII, IX); Phó Chủ nhiệm Ủy ban Kiểm tra Trung ương Đảng (Khóa VIII, IX).
Ông qua đời ngày 2 tháng 10 năm 2022, tại Hà Nội.

## Câu nói
Nói về những khó khăn của Ban Nội chính Trung ương, khi tái lập:
"Tham nhũng đã thực sự là thứ giặc nội xâm khi hiện nay, tình trạng tham nhũng nghiêm trọng hơn trước đây cả về quy mô cũng như mức độ"
Nói về Nghị quyết Hội nghị Trung ương 4, khóa XI: Một số vấn đề cấp bách về xây dựng Đảng hiện nay:
"Nói thẳng, nói hết, không có vùng cấm, vùng tránh"
Nói về một số hiện tượng bất thường của cán bộ, đảng viên cao cấp:
"Lãnh đạo mà gian dối là mầm mống nguy hại cho đất nước"
"Cần giáo dục liêm sỉ cho công chức"
Khi trao đổi về những vấn đề liên quan đến tham nhũng, tiêu cực ở PMU18:
"Cấp dưới hư hỏng, cấp trên nên từ chức!"
"Đảng ủy PMU 18 đã tê liệt"